# 拉格朗城
拉格朗城（法語：Ville-la-Grand，法語發音：[vil la ɡʁɑ̃]）是法国上萨瓦省的一个市镇，属于圣于连昂热讷瓦区。

## 地理
拉格朗城（46°12'8"N, 6°14'49"E）面积4.49 平方千米，位于法国奥弗涅-罗讷-阿尔卑斯大区上萨瓦省，该省份为法国东部省份，历史上为薩伏依的一部分，北与瑞士接壤，西接安省，南至萨瓦省，东与瑞士和意大利接壤。
与拉格朗城接壤的市镇（或旧市镇、城区）包括：昂比伊、阿讷马斯、克朗沃-萨勒、瑞维尼、皮普兰日、普雷桑日。
拉格朗城的时区为UTC+01:00、UTC+02:00（夏令时）。

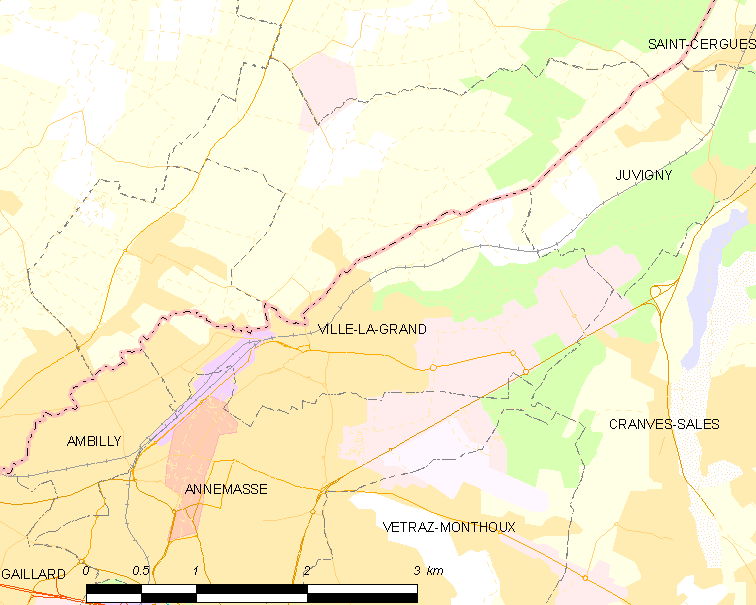
拉格朗城的OSM定位图

## 行政
拉格朗城的邮政编码为74100，INSEE市镇编码为74305。

## 政治
拉格朗城所属的省级选区为阿讷马斯县、Canton of Annemasse-Nord。

## 人口

1962-2008年间拉格朗城人口变化图示

拉格朗城于2022年1月1日时的人口数量为9196人。